# 白石一典
白石 一典（しらいし かずのり、1946年8月20日 - ）は、福島県出身の元騎手。

## 経歴
1968年3月8日に東京・橋本輝雄厩舎からデビューし、同8日の中山第3競走障害5歳以上オープン・フジノホマレで初騎乗初勝利 を挙げる。同日は古賀俊次も中山で達成し、1966年の目野哲也、1967年の紺野虎雄に続いて3年連続となったほか、2人も達成したのは1962年3月17日の中神輝一郎・若林繁樹以来6年ぶりであった。
3月31日の中山第12競走5歳以上70万下・ゼンザンで平地初勝利、6月15日の東京では初の1日2勝、10月19日・20日の東京では初の2日連続勝利を挙げ、暮れの中山大障害（秋）ではフジノホマレで2着に入った。
1年目の1968年から2桁勝利で20勝台の21勝（平地5勝, 障害16勝）をマークし、1971年まで4年連続2桁勝利を記録するが、20勝台は初年度が唯一で自己最多となった。
2年目の1969年には中山大障害（春）ではロイタンで2着に入り、東京障害特別（秋）・オンワードピーターで重賞初勝利を挙げるなど、障害だけで15勝をマーク。
1971年には中山大障害（春）でフォースターフに騎乗し、1番人気に支持されるが、勝ったナスノセイランから9馬身離された2着馬メリーダンサーに大差の3着に終わった。
1972年には初の1桁勝利となる7勝に終わったが、1973年には初めて平地の勝利数が障害の勝利数を上回り、1974年には初めて障害0勝に終わる。
1972年からはヌアージターフとのコンビで活躍し、同年の新馬戦ではタケホープの4着、1973年のセントライト記念ではイチフジイサミを抑えて同馬を唯一の重賞勝利に導くと同時に自身初の平地重賞勝利を決める。クモハタ記念ではメジロムサシ・ホワイトフォンテンを抑えて5着、ステイヤーズステークスではトーヨーアサヒの2着に入った。
1974年のアメリカジョッキークラブカップではイチフジイサミ・ベルワイド・トーヨーアサヒ・ハイセイコー・ニットウチドリを抑えてタケホープの3着に入り、目黒記念（春）ではイナボレス・イチフジイサミ・ストロングエイトを抑えるも人気に応えられず2着、毎日王冠ではタケクマヒカル・カミノテシオ・スガノホマレに次ぐ5着、オールカマーではナスノチグサ・イナボレス・オンワードガイを抑えてイチフジイサミの2着に入った。
1975年にはアラブ王冠（秋）・ハマセイユウで最後の重賞勝利を挙げ、4年ぶりで最後の2桁となる10勝をマーク。
1976年からは再び障害の勝利数が平地の勝利数を上回るようになり、1978年には自己最低の0勝に終わる。
1982年10月24日の東京第4競走障害4歳以上オープン・チョウカイジャンボを最後に勝利が無くなり、1984年2月25日の中山第5競走障害5歳以上未勝利・チェスナットキング（12頭中2着）を最後に現役を引退。
引退後は厩務員となり、郷原洋行厩舎に所属した2009年1月には馬房で馬に顔を蹴られる事故に遭い、療養した。

## 騎手成績
| 通算成績 | 1着 | 2着 | 3着 | 4着以下 | 出走回数 | 勝率 | 連対率 |
| -------- | --- | --- | --- | ------- | -------- | ---- | ------ |
| 平地     | 40  | 40  | 31  | 477     | 588      | .068 | .136   |
| 障害     | 88  | 60  | 86  | 337     | 571      | .154 | .259   |
| 計       | 128 | 100 | 117 | 814     | 1159     | .110 | .197   |

主な騎乗馬
- オンワードピーター（1969年東京障害特別 (秋)）
- ヌアージターフ（1973年セントライト記念）
- ハマセイユウ（1975年アラブ王冠 (秋)）